# Jajce u obrani 1992.
Jajce u obrani 1992., dokumentarni je film autora Pavla Vranjicana iz 2014. godine. 
Nastavak je dokumentarni film Jajce u progonstvu 1992. – 1995.
Film govori o samoorganiziranju jajačkih Hrvata u obrani Jajca i u obrani BiH od velikosrpske agresije i junačkoj borbi branitelja u neravnopravnim uvjetima ratovanja, te o problemima koje su slabo naoružani branitelji imali, kao i civilno stanovništvo jajačkog kraja, koje se u teškoj i pogibeljnoj situaciji našlo zbog neprijateljskog okruženja i svakodnevnog granatiranja.
U filmu se pojavljuju Miroslav Tuđman, pukovnik HVO, ratni zapovjednik Prve jajačke bojne Tomislavgrad i predsjednik Udruge 13. rujan Ivo Šimunović, pukovnik Franjo Crnoja, Ante Šimunović, poznati jajačko-mostarski kirurg afričkog podrijetla Benjamin Alfred Markin, zatim Dario Kordić, generali Željko Glasnović, Željko Šiljeg, pukovnik Mijo Crnoja, bivši ratni izvjestitelj Smiljko Šagolj i dr.